# Leon Hendrix
Leon Hendrix (ur. 13 stycznia 1948 w Seattle) – amerykański muzyk, jest młodszym bratem amerykańskiego rockowego gitarzysty – piosenkarza Jimiego Hendrixa. Podobnie jak on jest kompozytorem, piosenkarzem i gitarzystą, ale zaczął grać dopiero w wieku 54 lat. Najbardziej jest znany z oryginalnych grafik przedstawiających jego brata Jimiego i tekstów swoich piosenek opisujących dorastanie w cieniu spuścizny Hendrixa. W swoim życiu przeszedł przez uzależnienie od narkotyków i pobyt w więzieniu za drobne przestępstwa, ale w końcu skorzystał z leczenia odwykowego. Imał się wielu prac, m.in. był zatrudniony przez wiele lat jako rysownik dla amerykańskiego koncernu Boeing Company.
W ostatnich latach jako ojciec sześciorga dzieci i dziadek stara się zarobić na życie z muzyki i sztuki. Jego zespół The Leon Hendrix Band wydał w 2006 roku album Keeper of the Flame (a w 2002, obecnie niedostępny, kompakt Seattle Rain). Koncertował również w Polsce, między innymi wziął udział w roku 2012 w Thanks Jimi Festival.
Wyraża życzenie pamiętania o tradycji jego nieżyjącego brata, ku którego pamięci często dedykuje wykonania swoich utworów.

## Spór o dziedzictwo
W latach 2002–2004 Leon przegrał w sądach spory z Janie Hendrix, adoptowaną siostrą przyrodnią Jimiego i Leona Hendrixów. Gdy w roku 2002 zmarł ich ojciec Al Hendrix, przekazał on kontrolę nad spółką Experience Hendrix w ręce Janie i jej kuzyna Roberta Hendrixa. Leon twierdził, że testament z 1998 roku nie był ważny.

## Twórczość
- Seattle Rain (2002)
- Keeper of the Flame (CD Baby, 2006)
- Leon Hendrix, Adam Mitchell: Jimi Hendrix: A Brother's Story. New York: Thomas Dunne Books, 2012. ISBN 978-0-312-66881-5. (ang.). Brak numerów stron w książce